# Chorinaeus asozanus
Chorinaeus asozanus är en stekelart som beskrevs av Kusigemati 1987. Chorinaeus asozanus ingår i släktet Chorinaeus och familjen brokparasitsteklar. Inga underarter finns listade i Catalogue of Life.